# Mathæus Bech
Mathæus Bech (født d. 8. august 1995 i London) er en dansk kontrabassist og komponist. Hans musik er inspireret af nordisk folkemusik, jazz og klassisk musik.
Han er vokset op i Svendborg på Sydfyn og har været i mesterlære hos den legendariske danske bassist Bo Stief siden 2011.
Han er, som én af få, uddannet på både Det Rytmiske Musikkonservatorium og Det Kongelige Danske Musikkonservatorium i København med kontrabas som hovedinstrument.
Gennem årene har han medvirket som sideman for musikere og bands som Hush, Helene Blum & Harald Haugaard, m.fl.
I 2018 var han kapelmester og komponist på Kasper Holtens opsætning af Pelle Erobreren på Østre Gasværk Teater i tæt samarbejde med bandet Dreamers’ Circus.
I 2020 startede han coronakoncerter.dk Arkiveret 9. marts 2021 hos  Wayback Machine, der streamede livekoncerter hver aften i over en måned i forbindelse med Danmarks første nedlukning grundet COVID-19.
Mathæus spiller på en mesterbygget kontrabas af den nulevende amerikanske bygger Nick Lloyd.
Hans egne projekter inkluderer musikere som Kirstine Elise Pedersen, Rune Tonsgaard Sørensen, Henrik Goldschmidt, Nicolai Elsberg, Benjamin Koppel, Siv Øyunn m.fl.

## Diskografi

### Solist
- Optimist (2021)

### Bands
- Sebastian & Mathæus
  - Ind-/udgang (2017)
- Mynsterland
  - Mynsterland (2017)
  - Glæden (2018)
  - Live fra Svendborg Teater (2019)

### Sideman
- Hush
  - Sand (2018)
- Sønderjysk Pigekor
  - Lux Aeterna (2018)
- Helene Blum & Harald Haugaard Band
  - Strømmen (2020)